# 参预会议
参预会议是在江户时代末期（幕末）的文久3年（1863年）末到次年3月在京都存在的合议制会议及其制度，其成员由朝廷任命，为数名有势力的原大名。这是当时流行的公武合体论和公议政体论的一个整合，但是由于参预诸侯之间意见不一致，仅仅数月便流产垮台。

## 背景
本条目中的日期均依据日本的旧历（天保历）而记录。

### 公武合体论和公议论

#### 幕末政局
幕末政局，大老井伊直弼（彦根藩主）强行缔结《日美修好通商条约》引发政治反弹，尊王攘夷运动高涨，井伊通过安政大狱以镇压这些势力，但却于在樱田门外之变中遭暗杀，江户幕府权威急速下降。幕府力图通过与朝廷的结合（公武合体）谋求修复权威。
一直以来，朝廷在参与政治方面都比较受限，随着江户后期国学水户学兴盛，大政委任论等的登场，在围绕《日美修好通商条约》的争论中，朝廷潜在地位逐渐提高。老中堀田正睦（佐仓藩主）为了压制反对势力，意欲取得孝明天皇敕许，天皇和朝廷的权威急速上升。

#### 公武合体
在这种情况下，通过与朝廷的团结来避免幕府失势的“公武合体”论提出。尽管公主已有婚约，老中久世广周（关宿藩主）、安藤信正（磐城平藩主）等人建议将孝明天皇的妹妹和宮公主嫁为征夷大将军德川家茂正室（即后来的“和宫下嫁”）。

#### 公议政体论
另一方面，伴随着幕府的权威降低，一直以来远离幕政的亲藩和外样大名的政治影响力相对提高，公议政体论开始抬头，其内容包括让具有进步思想和肩负着舆望的有力诸侯可参与国政，通过“举国对外”共度国难。

#### 文久改革
文久2年（1862年）夏天，萨摩藩主岛津忠义的生父岛津久光率兵上京，从朝廷向幕府下达敕使大原重德，逼迫幕府推行幕政改革。
因安政大狱下台的松平春岳（前越前藩主）以政务总裁职，德川庆喜（一桥德川家主，之后的第15代将军）以“将军后见职”的身份复出。

#### 生麦事件
久光的本意在公武合体和幕府的体制变革，但久光离开江户时，因发生的生麥事件，反而使尊王攘夷派大振。

### 八月十八日政変与之后的政局
进入文久3年（1863年），以尊王攘夷过激派的长州藩和以此为后盾的三条实美、姊小路公知等过激的公卿主导朝政，虽然他们是积极的攘夷主义者，但却与孝明天皇的意思不同，即他们并不以与幕府协调为目标。公武合体派的中川宫朝彦亲王和时任京都守护职的会津藩藩主松平容保接受日本天皇的命令，率领会津藩和萨摩藩发动了旨在排除长州藩和尊攘派公卿的八月十八日政变。长州藩势力被逐出京都，尊攘派公卿三条实美等7人也被驱逐（七卿落难）。这样一来，朝廷成功地扫除尊攘派，但是关白鹰司辅熙却没有主政能力，朝廷非常缺乏人才。
因此，为稳定极为混乱的政局，也为探讨今后着手朝政改革的对策，朝廷期待有志大名，命萨摩藩主的父亲岛津久光、越前藩前藩主松平庆永、宇和岛藩前藩主伊达宗城、土佐藩前藩主山内丰信、一桥德川家户主德川庆喜等人上洛。受此影响，10月3日岛津久光、10月18日松平庆永、11月3日伊达宗城、11月26日德川庆喜入京。山内丰信稍晚于12月28日入京。在此期间，从孝明天皇那里收到岛津久光的密奏，在其中岛津久光展现出积极推进公武合体的态度。孝明天皇在朝政改革中扫除了尊王攘夷过激派之后，一如既往地将大政委托给幕府，并提出公武合体的方针。但萨摩藩建议让将军进京的基础上设立有力诸侯的合议咨询机关，建立公议政体才是公武合体的关键。12月5日萨摩藩提议，应将贤明的诸侯召见朝廷作为议奏，决定事项。聚集在庆喜宿所的松平庆永、伊达宗城、松平容保等人也对此表示赞同 ，这便是参预会议的基本方针。
此外，因岛津久光的上奏 ，12月23日鹰司辅熙被罢免关白之职，亲幕府的二条齐敬就任。

### 参預会议的成立
就这样，根据之前的萨摩藩上表，在“大晦日”，除了岛津久光之外，上述4人和松平容保被任命为“朝廷参预”（只有久光在第二年文久4年（1864年）正月13日任命）。这个参预的职务是以二条城为会议所，每隔两天在天皇的帘子前参加朝议。
正月15日，征夷大将军德川家茂再次上洛。孝明天皇对家茂下达了议决征服丑夷的策略、参预诸侯参与政治、明确公武合体方针等要求的宸翰。受此影响，2月16日参预诸侯允许出入老中部屋，正式被命令参加幕政。

## 参預会議的构成成員
- 徳川慶喜（一橋徳川家当主、将軍後見職）
- 松平慶永（越前藩前藩主、前政事総裁職）
- 山内豊信（土佐藩前藩主）
- 伊達宗城（宇和島藩前藩主）
- 松平容保（会津藩主、京都守護職）
- 島津久光（薩摩藩主島津茂久の父）

参預諸侯
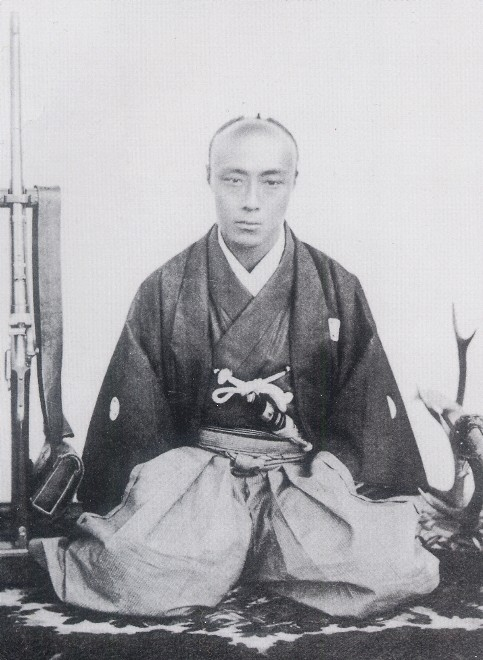
徳川慶喜
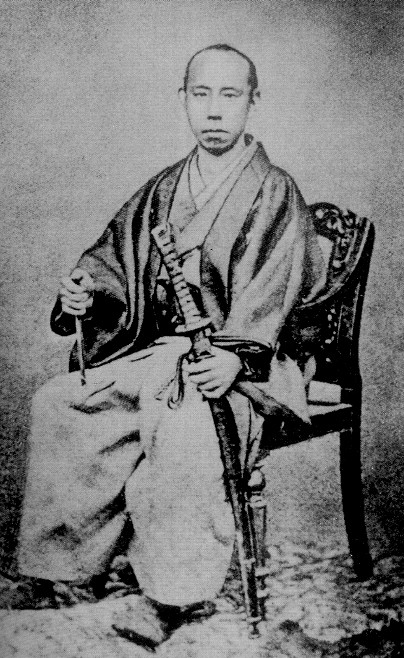
松平慶永
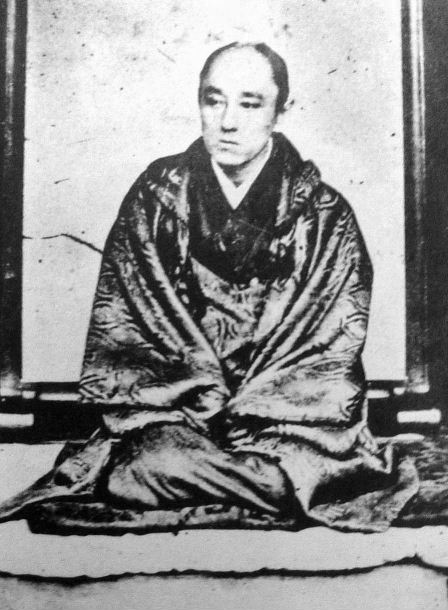
山内豊信
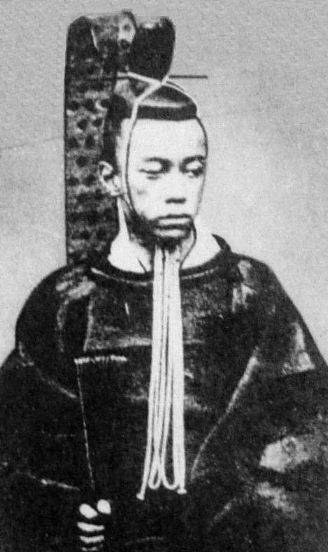
伊達宗城
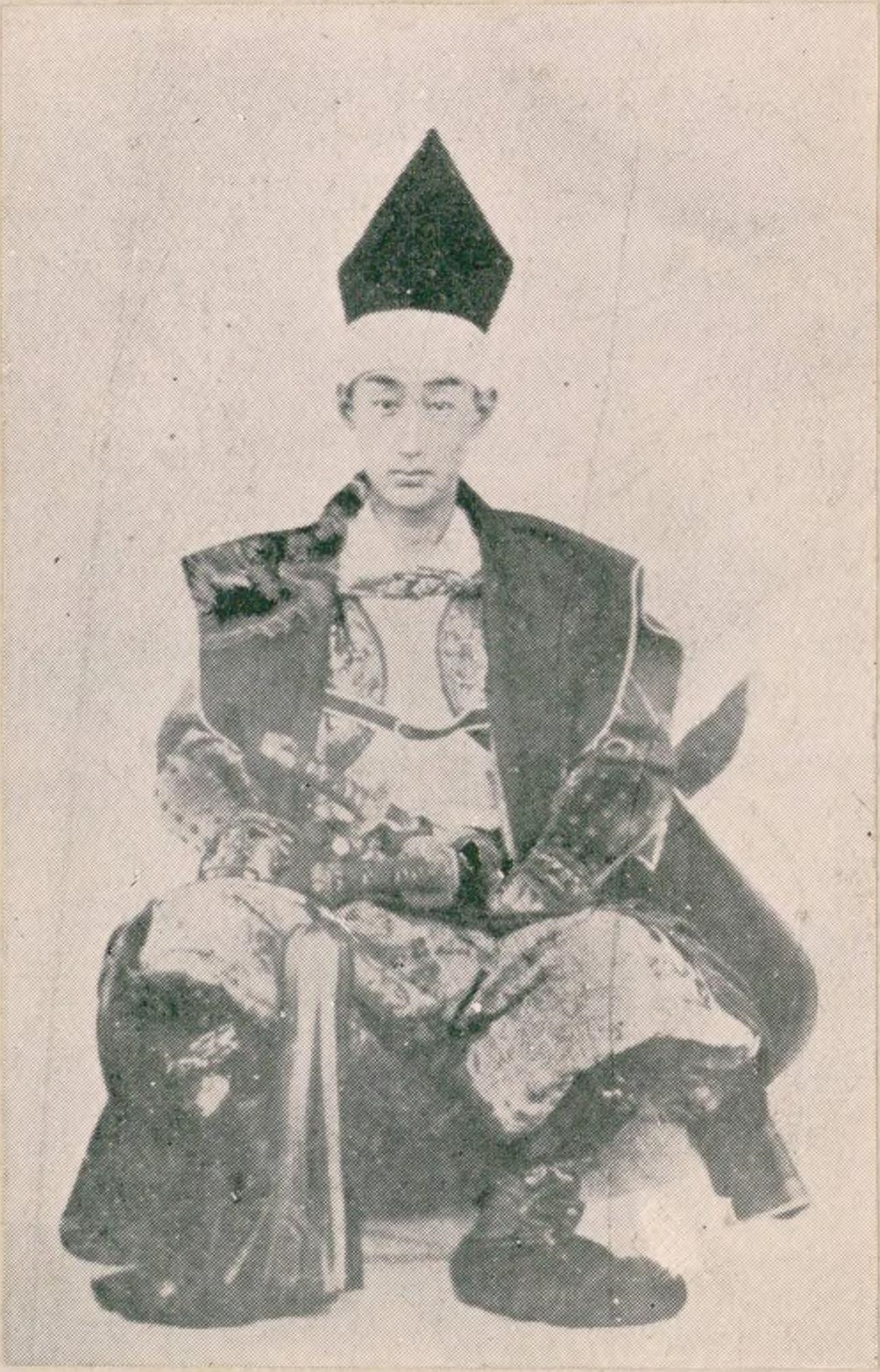
松平容保
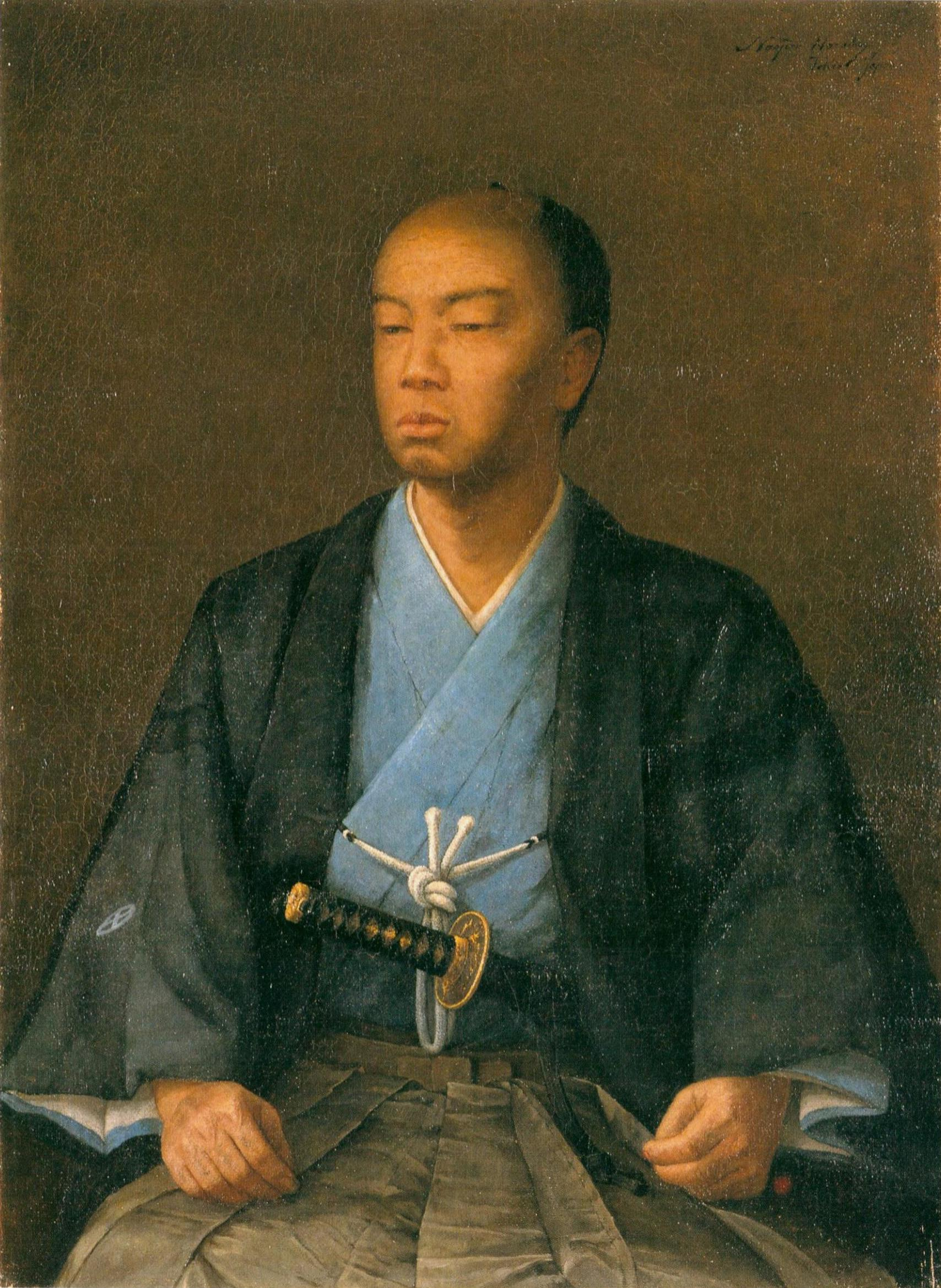
島津久光

以下后后续附加任命。
- 長岡護美（熊本藩執政。藩主斉護之子）
- 黒田慶賛（福岡藩世子）

除此之外，原藩主德川庆胜被任命为参预但他拒绝了。

## 参預会议的诸议題
作为国政合议机构而设的参预会议，主要议题是当时悬而未决的处分长州藩和攘夷横滨锁港问题。

### 长州藩的处分问题
因八月十八日政变而被逐出京都的长州藩，此后也以恢复势力为目标，展开了各种政治工作。实际上，当时的京都存在不少的对长州藩的同情言论，主导政变的中川宫反而说：“恐怕是魔王的所作所为吧，可怕，危险”。但是孝明天皇对长州的逆鳞并未解开，长州派的池田茂政（备前藩主）、上杉齐宪（米泽藩主）、池田庆德（鸟取藩主）、浅野长勋（广岛藩主）、藤堂高洁（伊势津藩主）等陆续离开京都。长州藩派遣家老根来上总、井原主计等人前往大阪，屡次提出长州无罪的申诉请愿书，但未被允许入京。
但是，12月24日萨摩藩蒸汽船长崎丸（借用幕府）在通过关门海峡时，被长州藩占领的田野浦（本为小仓藩的领地）炮台炮击，长崎丸沉没。消息传至京都，久光勃然大怒，主张立即进行长州征伐或是召回藩主父子至大阪，对其采取强硬处分。与此相对，山内丰信在将军江户归府后，主张将其召唤至江户比较好，因此对立起来，难以进展。结果，长州的家老被召回到大阪，命令将七卿交付，倘若不服从则实行征伐。

### 横滨锁港问题
孝明天皇是积极的攘夷论者，在担任国政咨询的参预会议上，废除通商条约（破约攘夷）和关闭允许海外贸易的各港口（锁港）成为争论议题。然而，各参预诸侯原本就有开国的思想，这些参预诸侯认识到无法实现攘夷，反对锁港，因而招致孝明天皇的失望。此时，“攘夷”的具体措施意味着拒绝兵库（神户）开港和横滨港的锁港，除一部分攘夷派外，大都已认为与列强废约并不现实。
另一方面，幕府也反对攘夷，幕府之前与列强缔结条约并开国的当事人。但在上一年，德川家茂上洛之际，出于各种考量被迫答应孝明天皇执行攘夷。文久3年12月，在明知不可为之际，为就横滨锁港进行交涉，幕府派往法国的池田筑后守使节团（横滨锁港谈判使节团）。在参预会议上，当初对横滨锁港表现出难色的德川庆喜对萨摩藩的抬头表示警惕，认为无法赞同岛津久光的主张，因此特意主张实行横滨锁港。在2月15日举行的参预会议上，久光和庆喜在这个问题上发生了激烈冲突。

## 参預会议体制的崩坏
在长州问题上也没有完成任何进展，而且在横滨锁港问题上，参预之间特别是德川庆喜和岛津久光的对立激化，所以参预会议体制很快就陷入了僵局。担心这一趋势的中川宫，2月16日于自己家里设席邀请各参预诸侯，喝得烂醉如泥的德川庆喜对着中川宫、岛津久光、松平庆永和伊达宗城，大言不惭地说：“这三个人是天下的大蠢货、大奸物，希望不要和做监护工作的自己在一起。”心情不好的久光完全看透参预会议，放弃同幕府协作。松平庆永、小松带刀（萨摩藩家老）负责仲裁，庆喜与幕府等老中也开始对立，老中水野忠精（山形藩主）甚至说“参予会议是天下的祸害，不如废了”。
就这样，几乎没有什么实际成果，参预会议垮台。2月25日山内丰信早早地离开了京都，3月9日庆喜辞去参预工作。接下来其他参预也相继辞职。

## 对之后政局的影响
德川庆喜于3月25日辞去将军后见职，被朝廷任命为新设的禁止御守卫总督（兼任摄海御指挥），在二条城与江户的幕府保持距离，开始独自行动。此后，庆喜与松平容保以及成为[京都所司代]的松平定敬（桑名藩主）一起，构筑了与江户幕府中央半独立的势力（一会桑政权）。另外，派遣法国的幕府使节如预期那样因谈判不顺利而回国，独断缔结巴黎约定的池田长发和田边太一等使节团将受到处罚，但之后幕府和一会桑都没有积极推进横滨锁港。
另一方面，岛津久光主政的萨摩藩其幕府改革路线也因参预会议的失败而受挫，之后该藩从支持幕府开始倾向于支持朝廷。同年禁门之变后，他转向倒幕，通过雄藩联合的思路企图削弱幕府。

## 庆应3年（1867年）四侯会议
庆应2年1866年末就任15代将军的德川庆喜，为解决兵库开港问题，开始了朝廷的工作。与此相对，在谋求推进诸侯会议路线的萨摩藩主导下，次年5月13日，召集岛津久光、山内丰信、伊达宗城、松平庆永召开了四侯会议，讨论国事。可谓翻版的参预会议。但是这次却相反，久光主张宽恕长州，庆喜坚决优先兵库开港，与参预会议相反。明晰萨摩藩意图的庆喜与佐幕派公卿成为盟友，在彻夜的朝议中强行通过条约敕许，四侯会议也在不久瓦解。此后，萨摩藩逐渐转向倒幕方向。

## 脚注
以下、引用文の旧字は新字に改めてある。
1. ↑  参预会议的成员中，真正的大名可以说只有松平容保，其他成员是御三卿、前藩主和当时藩主的亲信等。
2. ↑  『続再夢紀事』文久三年十二月五日条「宮の御許より一橋殿宇和島殿及公同道にて一橋殿の旅館に集合せらる。会津公にも会せられたり。（中略）此日又薩藩より御集会の席へ提出ありしは公卿方の優柔不断実に云ふべからず。已に決したる事も容易に実施せられず。斯ては武家にて如何ほど勇決するも其詮なく到底大事は行はれがたし。故に賢明諸侯を朝廷に召され議奏の内に加へられ然るべしとの事なりしが衆議これを是とせられけれと武家より申出べき事ならねば如何はすべきとて尚又衆議を凝されし上薩侯其周旋を負担せらるゝ事に決せられき尤此事行はるれば一日は朝廷に参仕し一日は二条城に参仕する事と定め大樹公御上洛已前大躰に関する事項を粗決せらるべしとの計画なりしとぞ」。
3. ↑  《孝明天皇纪》第四卷12月3日付久光收信人宸翰的答辩“关白辞呈之事谨奉此御事，此时无退休御座候teha列藩之疑惑不小。”
4. ↑  ，其他成员以大名或前大名拥有朝廷的“官位”“官职”，但只有岛津久光没有因为是无官无官。久光在1月13日任命参预的同时也被任命为从四位下的[近卫府|左近卫权少将]（2月1日兼任[大隅国|大隅守]）。
5. ↑  《德川庆喜公传》第3卷27页《尾张前大纳言进京，以寻的形式命令参与。辞了前大纳言之，他说：“资性黯淡，缺乏干事的才能，特别是近年来多病，精力衰弱，参与这样的大政，万一有一个和睦相处的机会，后悔也不可及。”。
6. ↑  《德川庆喜公传》第2卷、《伊达宗城在京日记》等。
7. ↑  《德川庆喜公传》第3卷19～22页。
8. ↑  『徳川慶喜公伝』3巻24ページ「此三人は天下の大愚物・天下の大奸物なるに何とて宮は御信用遊ばるゝか。大隅守（久光）へは御台所御任せなさるにより、余儀なく御随従にもあるべけれど、明日よりは某より差上ぐべければ、某へ御随従あらせらるべし。天下の後見職を三人の大愚物同様には御見透あるべからず。畢竟三人の遊説を御信用遊ばさるればこそ、今日の如き過誤を引出したるなれ」。
9. ↑  《德川庆喜公传》第3卷26页“老中水野和泉守等认为“参予会议是天下的祸害，倒不如废弃”。

## 関連項目
- 八月十八日政变
- 公議政体論
- 公武合体
- 幕末四贤侯
- 禁門之变
- 一会桑政权
- 四侯会议